# Бюгланнсфьорд
Бюгланнсфьорд (норв. Byglandsfjorden) — озеро в Норвегии. Известно как естественная среда обитания одного из реликтовых видов лосося.

## Описание
Расположено в коммуне Бюгланн, на высоте 198—203 м над уровнем моря. Площадь — около 40 км². Максимальная глубина — 167 м.

## История
У южного побережья находится деревня Бюгланнсфьорд. Пароходное сообщение с поселением было открыто ещё в 1862 году.
Озеро известно своим эндемиком — реликтовым видом лосося, именуемым по-норвежски bleka.